# Andrea Mainardi (pittore)
Andrea Mainardi detto il Chiaveghino (Cremona, 1550 circa – Cremona, 28 febbraio 1617) è stato un pittore italiano del tardo Rinascimento, attivo a Cremona tra il 1590 e il 1613.

## Biografia

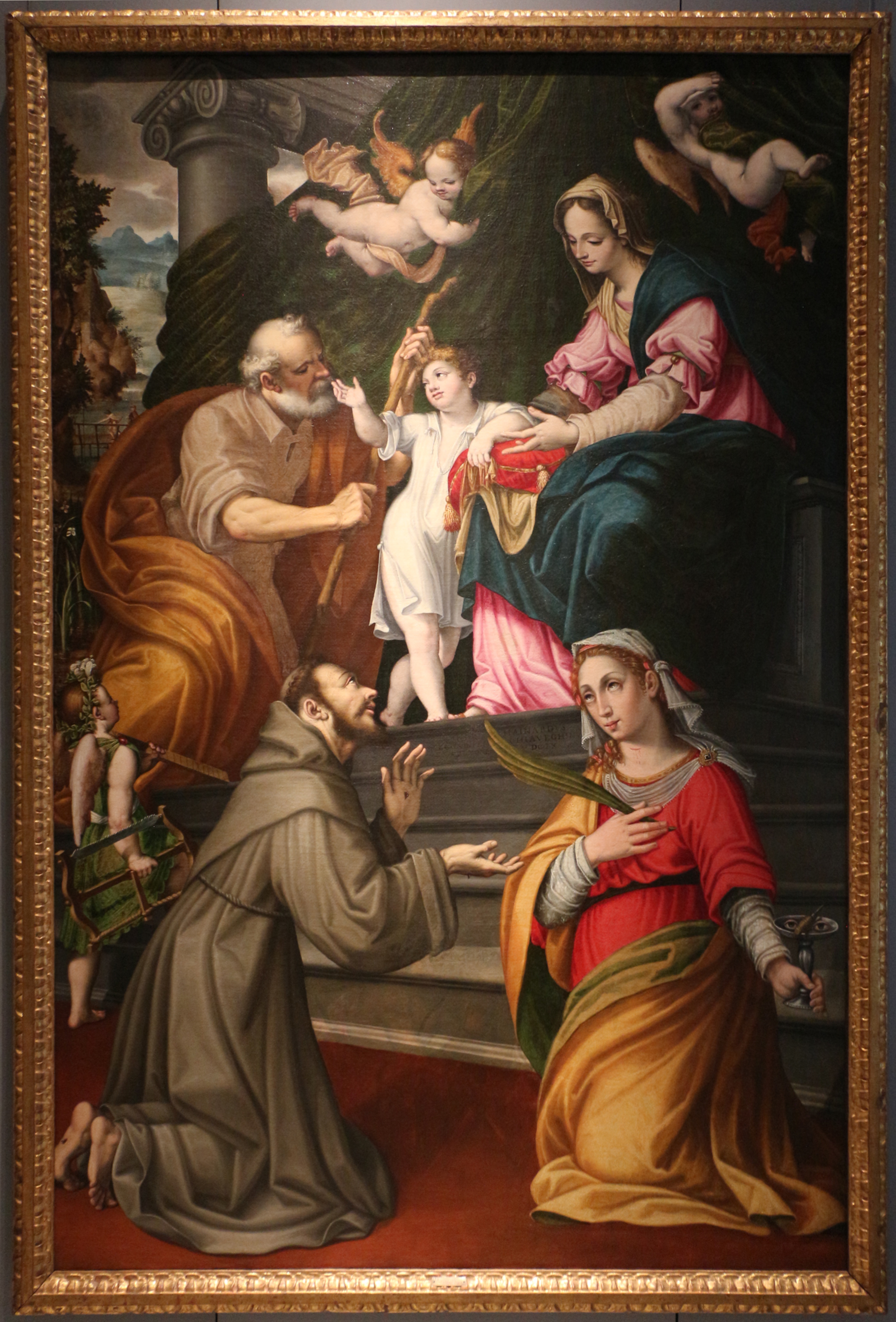
Madonna con il Bambino tra san Francesco, san Giuseppe e santa Lucia

Figlio di Sepolcro, nacque in prossimità della chiesa cremonese intitolata ai Santi Siro e Sepolcro, in una località prossima a un affluente detto la Chiavega o Cremonella del naviglio cremonese di più grandi dimensioni, da questo il nome con cui è conosciuto.
Con il nipote Marcantonio fu allievo di Bernardino Campi a Cremona. 
Dipinse la pala d'altare con Cristo che guarisce il cieco per la chiesa di San Facio detta del Foppone a Cremona e la tela raffigurante la Deposizione con san Carlo Borromeo per la chiesa dei Santi Giovanni Battista e Biagio di Romanengo. Dipinse sempre con il nipote la pala d'altare Maddalena ai piedi del crocifisso nel 1600 e la pala Sante Cecilia e Caterina per l'abbazia dei Gerolamini di Ospedaletto Lodigiano. Suoi sono anche un olio su tela della fine del XVI secolo raffigurante Santa Lucia e San Francesco nella collegiata della Beata Vergine Annunciata di San Secondo Parmense e una Madonna con il Bambino tra San Francesco, San Giuseppe e Santa Lucia del 1609 oggi al Museo civico Ala Ponzone di Cremona.
Aprì una scuola o uno studio con Giovan Battista Trotti a Cremona. Tra i suoi allievi di questa scuola vi furono Giovanni Battista Tortiroli e Carlo Natali. Il nipote Marcantonio era ancora attivo nel 1628.